# 1976 في المغرب
تحتوي هذه المقالة على أهم الأحداث التي شهدتها المغرب في 1976م، إضافة إلى أهم الشخصيات المغربية المولودة والمتوفية في هذه السنة.

## الحُكم
- الملك: الحسن الثاني
- رئيس الحكومة: أحمد عصمان
- وزير الداخلية: محمد حدو الشيكر

## الأحداث
- معركة أمكالة الأولى وقعت في أواخر يناير 1976 بين القوات المسلحة الملكية المغربية من جهة وثلاثة ألوية من الجيش الجزائري وعناصر من البوليساريو على ثلاث جبهات (أمكالة، المحبس والتفاريتي).
- معركة أمكالة الثانية وقعت في ليلة 14 إلى 15 من فبراير 1976 في واحة أمكالة بعد معركة أمكالة الأولى، دارت بين القوات المسلحة الملكية المغربية و جيش التحرير الشعبي الصحراوي الجناح العسكري للبوليزاريو بدعم مزعوم من فرق من القوات الخاصة الجزائرية.
- 7 مارس 1976 - قطع المغرب العلاقات الدبلوماسية مع الجزائر بعد إعترافها بـ “الجمهورية العربية الصحراوية الديمقراطية” التي أعلنتها جبهة البوليساريو.[1]

## رياضة
- فاز  المغرب بكأس الأمم الأفريقية 1976.
- المغرب في الألعاب الأولمبية الصيفية 1976.
- فاز نادي الوداد البيضاوي بــ البطولة - الدوري المغربي لكرة القدم 	1975-1976.
- فاز نادي الفتح الرباطي بــ كأس العرش 1976.
- تأسس الملعب الشرفي (وجدة).

## أفلام
- الضوء الأخضر (فيلم)
- رماد الزريبة (فيلم)

## مواليد
- أنيس الرافعي، قاص مغربي.

### يناير
- 6 يناير – يونس أتابا لاعب كرة قدم مغربي.
- 19 يناير – هشام اللويسي لاعب كرة قدم مغربي.

### فبراير
- 13 فبراير – نادر المياغري لاعب كرة قدم مغربي.
- 14 فبراير – عبد الرحيم اشكليط لاعب كرة قدم مغربي.

### أبريل
- 15 أبريل – عمر حاسي لاعب كرة قدم مغربي.

### مايو
- 21 مايو – عبد الرحيم الكومري

### يونيو
- 8 يونيو – مراد فلاح لاعب كرة قدم مغربي.
- 18 يونيو – مصطفى بيضوضان لاعب كرة قدم مغربي.
- 23 يونيو – محمد بنشريفة لاعب كرة قدم مغربي.

### يوليو
- 8 يوليو – طلال القرقوري لاعب كرة قدم مغربي.
- 31 يوليو – يوسف أشامي لاعب كرة قدم مغربي.

### سبتمبر
- 10 سبتمبر – مراد حديود لاعب كرة قدم مغربي.
- 20 سبتمبر – عبد القادر الزروري لاعب تايكوندو مغربي.

## وفيات

### يناير
- 1 يناير – الهادي بن سالم (مواليد 1935) ممثل مغربي.

### يوليو
- 17 يوليو – محمد بن عرفة (مواليد 1886) سياسي مغربي.
- 20 يوليو – محمد أعبابو (مواليد 1934) ضابط مغربي.